# Stor-Svarttjärnen (Svegs socken, Härjedalen)
Stor-Svarttjärnen är en sjö i Härjedalens kommun i Härjedalen och ingår i Ljusnans huvudavrinningsområde. Sjön har en area på 0,0889 kvadratkilometer och ligger 371,1 meter över havet.

## Delavrinningsområde
Stor-Svarttjärnen ingår i det delavrinningsområde (688328-141274) som SMHI kallar för Utloppet av Svegssjön. Medelhöjden är 402 meter över havet och ytan är 236,8 kvadratkilometer. Räknas de 722 avrinningsområdena uppströms in blir den ackumulerade arean 8 475,45 kvadratkilometer. Avrinningsområdets utflöde Ljusnan mynnar i havet. Avrinningsområdet består mestadels av skog (50 procent) och sankmarker (15 procent). Avrinningsområdet har 64,63 kvadratkilometer vattenytor vilket ger det en sjöprocent på 27,3 procent.